# Fútbol en Egipto

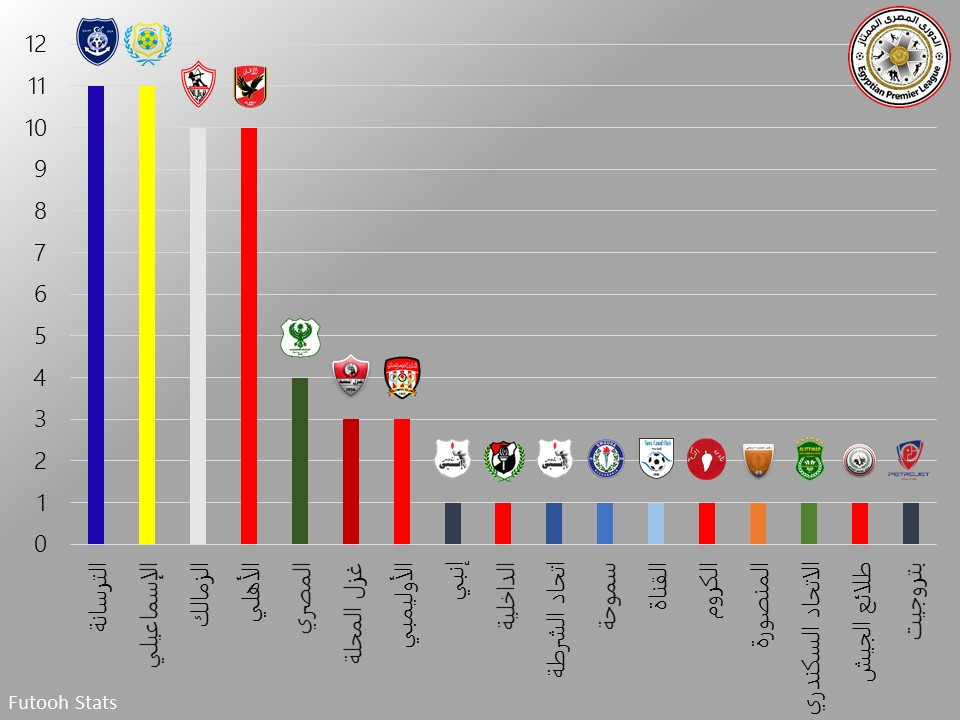
Fútbol en Egipto, equipos y clubes.

El fútbol en Egipto es el deporte principal. Los egipcios se reúnen para ver jugar a varios clubes y a la selección de fútbol de Egipto casi a diario.
El Al-Ahly y el Zamalek se encuentran entre los equipos más populares del país, ambos con sede en El Cairo. Ambos, junto a otros dieciséis equipos, compiten en la Premier League de Egipto, la división más alta del fútbol egipcio. Estos dos equipos compiten en el derbi de El Cairo. Desde 2014, el patrocinador de la liga egipcia es Presentation Sports.

## Selección de fútbol

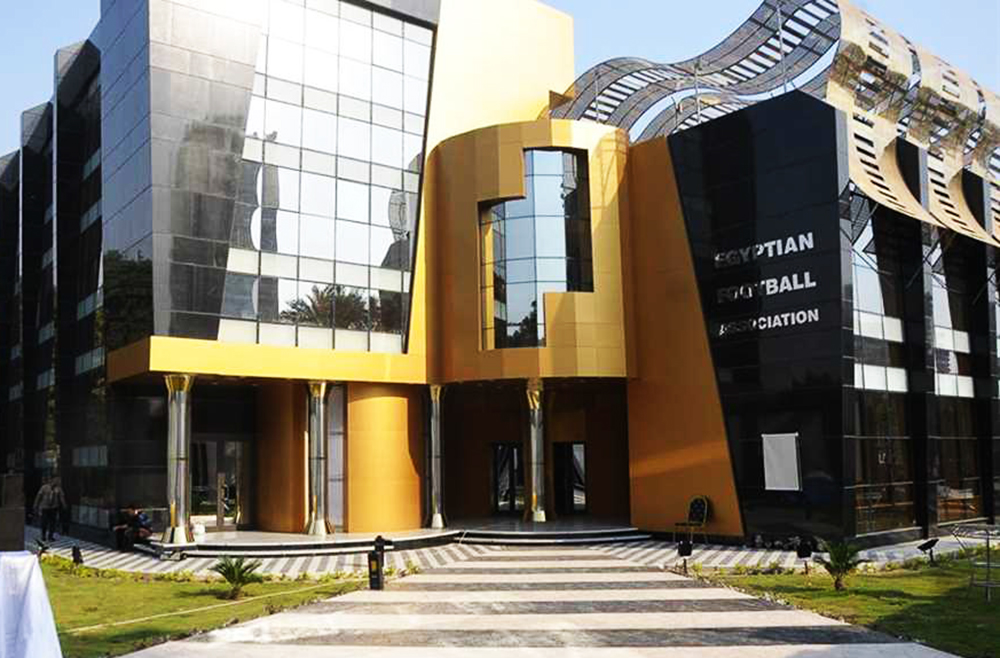
Sede de la Federación egipcia de fútbol

La selección de fútbol de Egipto, también conocida bajo el apodo de The Pharaohs, es administrado por la Asociación Egipcia de Fútbol. El equipo fue fundado en 1921, aunque un equipo había sido presentado en los Juegos Olímpicos de 1920. Egipto participó en los Juegos Olímpicos de 1924 y alcanzó las semifinales en los Juegos Olímpicos de 1928.
El equipo ha ganado varios títulos a lo largo de los años. Ganaron la Copa Africana de Naciones 7 veces, en 1957, 1959, 1986, 1998, 2006, 2008 y 2010, convirtiéndolos en el equipo que más veces lo ha conseguido, incluyendo tres ediciones consecutivas.
Su clasificación más alta de la FIFA fue en julio de 2010, donde se ubicaron en el noveno lugar del mundo, siendo este su mayor logro.  Fueron los primeros de un país africano, y también de un país árabe, en participar en la Copa del Mundo cuando jugaron en 1934, perdiendo ante Hungría 4-2 en su debut en octavos de final.
Egipto jugó su segunda Copa del Mundo en 1990, donde no pasó por la primera etapa después de empatar a Irlanda, Holanda y perder ante Inglaterra por 1-0.
Egipto calificó para la Copa Mundial de Fútbol de 2018 por primera vez en 28 años. Fueron sorteados en el Grupo A con los anfitriones Rusia, Uruguay y Arabia Saudita. La selección perdió todos los encuentros.

## Estadios
Egipto tiene un total de 27 estadios de fútbol repartidos por todo el país. El estadio principal solía ser el Estadio Internacional de El Cairo, pero cuando se construyó el Estadio Borg El Arab en Alejandría, lo reemplazó. El estadio se ha convertido en el estadio local de la selección de fútbol. Este estadio tiene una capacidad de 86 000, que es ideal para todos los fanáticos que ven los partidos de la Premier League de Egipto. La razón por la que se construyó el estadio fue por la candidatura de Egipto en 2010 para la Copa del Mundo, aunque la sede fue para Sudáfrica.
Egipto fue sede de cuatro Copas Africanas en 1959, 1974, 1986 y 2006. El país también fue sede de la Copa Mundial de Fútbol Sub-17 de 1997 y la Copa Mundial de Fútbol Sub-20 de 2009.

## Palmarés
| Competición                       | Selección absoluta                                     | Selección absoluta | Selección absoluta    | Selección absoluta |
| Competición                       | Campeón                                                | Segundo lugar      | Tercer lugar          |                    |
| --------------------------------- | ------------------------------------------------------ | ------------------ | --------------------- | ------------------ |
| Copa Africana de Naciones         | 7 (1957, 1959, 1986, 1998, 2006, 2008 y 2010) (récord) | 2 (1962 y 2017)    | 3 (1963, 1970 y 1974) |                    |
| Fútbol en los Juegos Panafricanos | 2 (1987 y 1995)                                        | –                  | 1 (1973)              |                    |
| Copa de Naciones Afroasiáticas    | –                                                      | 2 (1988 y 2007)    | –                     |                    |